# Heliconius himera
Espèce
Heliconius himera est un insecte lépidoptère appartenant à la famille des Nymphalidae, à la sous-famille des Heliconiinae et au genre Heliconius.

## Taxinomie
Heliconius himera a été décrit par William Chapman Hewitson en 1867 sous le nom initial d' Holiconia himera.

### Nom vernaculaire
Heliconius himera se nomme Himera Longwing en anglais.

## Description
Heliconius himera est un grand papillon noir au corps fin et aux longues ailes antérieures allongées à l'apex arrondi et au bord interne légèrement concave.
Le dessus est de couleur noire, les ailes antérieure sont ornées d'une bande blanche à bords irréguliers partant du milieu du bord costal, les ailes postérieures sont ornées de rouge depuis l'aire basale jusqu'à la moitié du bord costal.
Le revers présente présente la même bande blanche aux ailes antérieures.

## Biologie

### Plantes hôtes
Les plantes hôtes de sa chenille sont deux Passiflora, Passiflora punctata et Passiflora rubra.

## Écologie et distribution
Heliconius himera est présent en Équateur et au Pérou,,.

### Biotope
Heliconius himera réside en forêt sèche.

## Protection
Pas de statut de protection particulier.